# Вулфсониен (ФМУ)

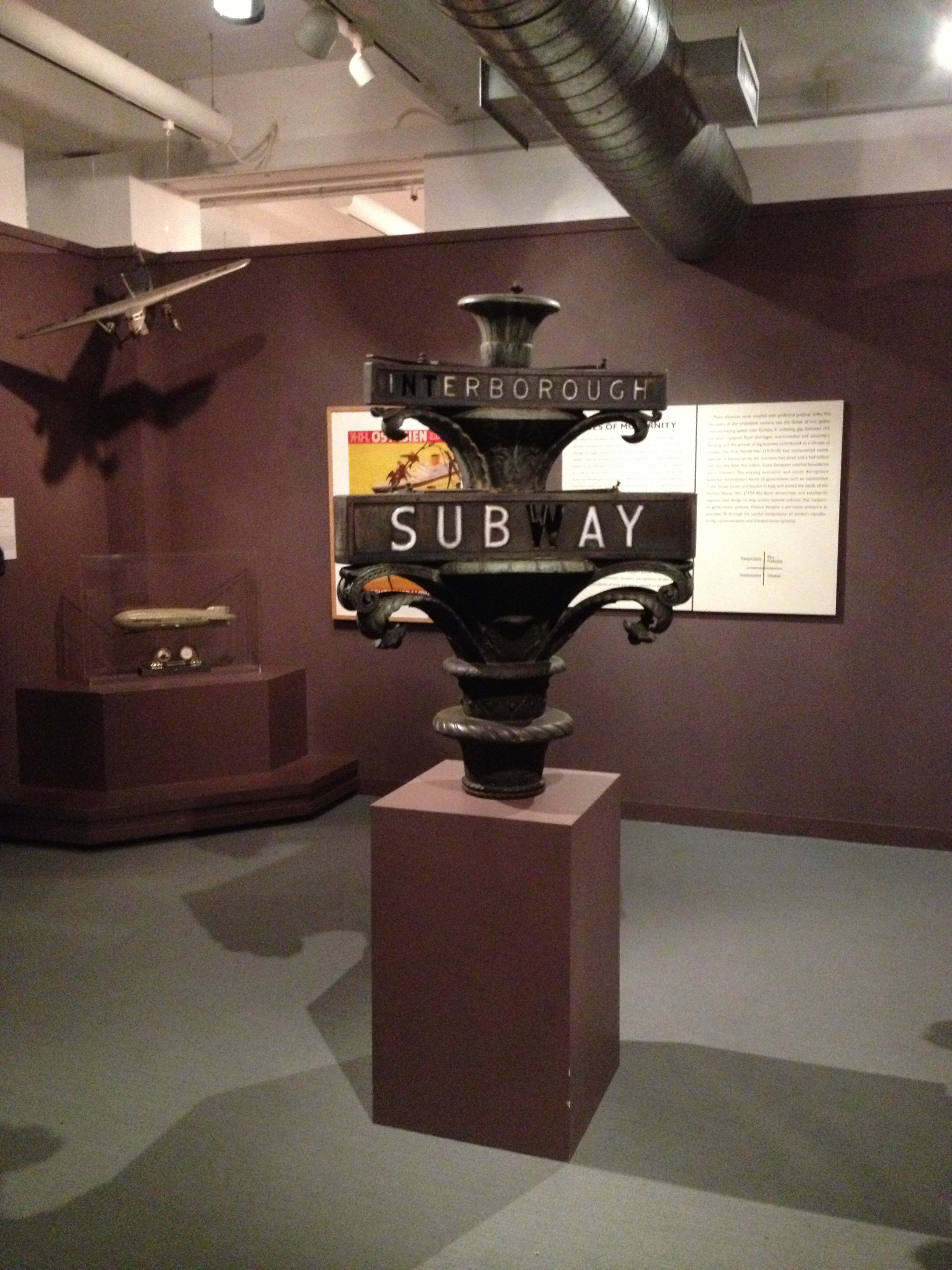

Вулфсониен (ФМУ) (англ. The Wolfsonian-Florida International University, также The Wolfsonian-FIU) — художественный музей, находящийся в Майами-Бич, город Майами, Флорида, США.

## История
Вулфсониен расположен в самом центре квартала Ар-Деко в Майами-Бич, архитектурном заповеднике Майами. Включает в себя, помимо музея, также библиотеку и исследовательский центр. Музей получил название по имени коллекционера и мецената Митчелла Вулфсона-младшего, заложившего основу его собрания. Вулфсон начал коллекционировать редкие книги и антикварные изделия в 1970-е годы; в 1986 году он создаёт художественный фонд Вулфсониен, составивший до 90 % содержания нового музея. В 1992 году меценат поручает архитектору Марку Хэмптону проектирование здания, вместившего и сам музей, и библиотеку, и научный центр. В 1995 году строительные работы были окончены и Вулфсониен открыт для посещений. С 1997 года он входит в департамент Флоридского международного университета (ФМУ).

## Коллекция
Собрание Вулфсониен (ФМУ) насчитывает порядка 180 тысяч единиц хранения, относящихся к периоду с начала промышленной революции конца XIX столетия и вплоть до окончания Второй мировой войны (то есть с 1885 по 1945 год). К ним относятся художественные полотна, графика, политические и рекламные плакаты и средства пропаганды, изделия и объёмные объекты из металла, бумаги, стекла и керамики, текстиль и фурнитура, редкие книги и периодические издания, собрание медалей. Особое место уделено искусству стиля модерн и Нидерландах и Италии, британскому «Движению искусств и ремёсел», американскому промышленному дизайну, агитационному искусству эпох Испанской гражданской войны и Второй мировой; советские, венгерские, чехословацкие, японские плакатные графические работы предвоенного и военного времени.
Коллекция разделена на две части. Первая, «библиотечная», насчитывает до 60 тысяч книг и художественных работ малого формата, другая — более крупные рисованные произведения и объёмные объекты. Её собрание британской живописи, относящейся к «Движению искусств и ремёсел», в том числе работы таких мастеров, как Чарльз Р. Макинтош, Уильям Моррис, Чарльза Эшби, и других — считается крупнейшей за пределами Великобритании. Обширной является и экспозиция немецкого довоенного искусства — дармштадтской школы живописи, мюнхенских «Объединённых мастерских», «Немецкого Веркбунда». В отделе «Американского индустриального дизайна» — постеры, графика и дизайн, промышленные патенты, фотографии и технические изделия — часы, радио, патефоны, кинокамеры той эпохи.
С 2005 года в музее также проводятся периодические выставки современного искусства. В 2009 году музею Вулфсониен был присуждён трёхлетний грант на развитие от фонда Меллона (на 2012—2015 годы). В 2012 он также получил грант в 5 миллионов долларов от частного Фонда имени Найтов.
С 11 ноября 2014 года по 5 апреля 2015-го в Вулфсониен (ФМУ) проходила выставка «Миф+Машина. Первая мировая война в изобразительном искусстве» (англ. myth+mashine. The First World War in Visual Culture).
Музей расположен в одном из семи кампусов Флоридского международного университета. Его основное здание находится по адресу: 1001 Washington Avenue. Miami Beach. FL 33139. Выходной день — среда. Директор музея — Кэти Лефф (англ. Cathy Leff).
В начале 2006 года Вулфсониен открыл свой филиал в Италии, в лигурийском городе Нерви. Здесь внимание сосредоточено в первую очередь на итальянской живописи, графике, архитектуре и искусстве дизайна.